# Orczy Gyula (földbirtokos)
Orci Orczy Gyula (Tiszafüred, 1828. április 3. – Miskolc, 1904. szeptember 25.) földbirtokos.

## Élete
Még gyermekéveiben szülei hejőbábai (Borsod megye) birtokukra költöztek, ahol 14 éves koráig magántanárok mellett nevelkedett. Iskoláit 1843-ban kezdte járni a miskolci evangélikus algimnáziumban, ahol a Vandrák András igazgató elnöksége alatt alakult ifjúsági magyar társaságnak buzgó munkatársa volt. Itt végezte a retorikát és a poézist; majd 1844 őszén Eperjesre ment, ahol három év alatt elvégezte a logikát, a filozófiát és a jogot. 1847-ben Szemere Bertalan Borsod megyei alispán mellett volt patvarista, akit elkísért az 1847–48. évi pozsonyi országgyűlésre is. 1848. szeptember 15-én a Borsod megyei önkéntesekkel a harcmezőre vonult mint közlegény, később mint hadnagy átment a Borsod megyében alakult 22. honvédzászlóaljhoz. A szabadságharc után besorozták az osztrák könnyűlovassághoz közlegénynek, ahonnan egy évi szolgálat után szabadult. Az önkényuralom korszakában visszavonultan élt Hejőbábán, a családi földbirtokon.
1869–1870-ben Borsod megye megválasztotta főszolgabírójának. Buzgó híve, és cikkeiben szorgalmazója volt a közjogi kiegyezésnek Ausztriával. A Deák-párti kormányok bukása után, a fúzió következtében az ellenzékhez csatlakozott. 1881-ben Borsod megye dédesi kerületében országgyűlési képviselővé választották, és a mérsékelt ellenzékben foglalt helyet. 1884-ben elhunyt a felesége (Péterffy Ottilia), és ezután visszavonult, s a birtokán gazdálkodott. 1889 tavaszán a véderővita miatt a parlamenti jeleneteket nem helyeselte, ezért kilépett az ellenzék soraiból, és az újraátalakult kormány mellett foglalt határozott politikai állást.

## Írásai
Cikkeket írt a következő lapokba: Falusi Gazda (1858-59), Magyar Gazda (1860-61), Gazdasági Lapok (1862. Egy-két szó a földvételi társulatról, Földhitelintézet és telekkönyv, A marhavész, 1863. Egyesüljünk, Egykét észrevétel, Gondolkozzunk kissé, Még egy szó a faültetés érdekében, Okuljunk az eredményekből, 1864. Szóljunk a részes munkáltatáshoz, 1864-1865. Vidéki tudósítások Borsodmegyéből, Egy két szó, Gazdatársainkhoz, Gabonánk értékesítése, 1866. Nyilt levél b. Vay Béla t. barátomhoz, Észrevételek a Tisza-szabályozásra vonatkozó egy némely nézetekre, 1867. 1869. Gazdasági tudósítás Bábáról, 1868. Igénytelen észrevételek, 1869. A búza üszögösödése); Pesti Hirnök (1861, 1863–68), Borsod (1867, 1874–81), Magyar Állam (1868–69, 1884–85. Az 1847–48. pozsonyi országgyűlésről írt naplójegyzetei (a.) jegy alatt); Szabad Sajtó (1872), Testvér (1872), Magyar Politika (1873–75), Kelet Népe (1875–78), Miskolcz (1876–79), Uj Budapesti Napilap (1878), Nemzeti Hirlap (1878), Gyakorlati Mezőgazda (1878), Magyarország (1879–81), Magyar Lapok (1879), Közvélemény (1880), Közgazdaság (1880–81), Magyar Föld (1880), Gazdasági Lapok és Magyar Föld (1881), Pesti Napló. (1882), Borsodi Gazda (1882–85), Borsodmegyei Lapok (1882–85, 1889. 77. és köv. sz. Naplójegyzeteimből), Pápai Lapok (1882–83), Budapesti Hirlap (1883–84), Alföld (1885), Borsod-Miskolczi Közlöny (1888. 8–36. sz. Visszaemlékezés az utolsó pozsonyi diétára 1847. nov. 11. 1848. márc. 18.); Fővárosi Lapok (1891. 64. sz. „Az erdei lak” régi emlék).

## Álneve és jegyei
Bábai, -y-a., y. és -a.-